# Space Pirates
Space Pirates is een interactieve film, met Full Motion Video, van American Laser Games dat in 1992 werd uitgebracht als arcadespel. In 1994 werd het geporteerd naar 3DO. Na opheffing van American Laser Games werden de rechten opgekocht door Digital Leisure. Zij brachten in 2003 het spel opnieuw uit voor enkele andere platformen met een verbeterde film- en geluidskwaliteit.

## Verhaal
De speler speelt de rol van "Star Ranger". Hij ontvangt en reageert via de radio op een SOS-noodsignaal van Ursula Skype, hoofd van het ruimteschip "Colonial Star One". Het schip wordt aangevallen door de kwaadaardige "Black Brigade"-groepering onder leiding van kapitein Tallin. Omdat de ganse bemanning van Colonial Star One in gevaar is, beslist Star Ranger om de confrontatie met Black Brigade aan te gaan.
Het doel van de speler is om alle leden van Black Brigade uit te schakelen inclusief kapitein Tallin en hun ruimteschip Black Dragon. Voor dit laatste dient Star Ranger een "Star-Splitter"-kanon te monteren met voorwerpen die op vier planeten verborgen zijn.
Uiteraard gaat de Black Brigade-groepering in tegenaanval: zij trachten Star Ranger te vernietigen met hun lasergeweren.

## Spelbesturing
Space Pirates is vergelijkbaar met de andere interactieve films van American Laser Games. De film loopt automatisch door en pauzeert op momenten dat de speler een actie moet uitvoeren. Zodra een onschuldige persoon wordt geraakt, zoals een bemanningslid van Colonial Star One, verliest het schip een gedeelte van zijn energie. Het spel is afgelopen wanneer de alle energie op is of wanneer Star Ranger wordt geraakt door de tegenstanders.
Star Ranger heeft enkel een lasergeweer om de tegenstanders uit te schakelen. De energie van het geweer is beperkt, maar kan oneindig opgeladen worden. Het geweer wordt ook gebruikt om de richting aan te duiden, objecten op te rapen of gevangenen te bevrijden. In de PC- en 3DO-versies wordt het spel gespeeld met een muis of eventueel met een lichtpistool.